# Méry-Bissières-en-Auge
Méry-Bissières-en-Auge – gmina we Francji, w regionie Normandia, w departamencie Calvados. W 2013 roku liczba ludności wynosiła 1181 mieszkańców. 
Gmina została utworzona 1 stycznia 2017 roku z połączenia dwóch ówczesnych gmin: Bissières oraz Méry-Corbon. Siedzibą gminy została miejscowość Méry-Corbon.